# Evropské stupňové měření
V rámci stupňového měření je zjišťována vzdálenost mezi dvěma body na Zemi, ležícími na stejném poledníku (příp. rovnoběžce). Z naměřených hodnot je možné vypočítat rozměry Země. Evropskými státy bylo v historii iniciováno mnoho stupňových měření (jak v Evropě, tak v jiných částech světa). V roce 1862 byla založena mezinárodní organizace Středoevropské stupňové měření, jejímž cílem bylo propojení všech stupňových měření na území Evropy. V roce 1867 byla organizace přejmenována na Evropské stupňové měření.

## Historie evropských stupňových měření

### Starověk
Eratosthenes (3. století př. n. l.)
Zmínky o historicky prvním stupňovém měření směřují do starověkého Řecka. Ve 3. století před naším letopočtem Eratosthenes Alexandrijský uskutečnil měření mezi Alexandriií a Syenou (dnes Asuán). Vzdálenost mezi body byla zjištěna za pomoci vojenských legií. Vojáci při pochodu počítali kroky a délka poledníkového oblouku pak byla z této hodnoty vypočtena. Středový úhel poledníkového oblouku odvodil Eratosthenes s pomocí tzv. skafé. Vypočtený zemský poloměr byl R = 7 361 km.

Poseidonios (135- 51 př. n. l.)
Poseidonios provedl stupňové měření mezi Alexandrií a ostrovem Rhodos. Středový úhel zjišťoval pozorováním výšek hvězd. Zjištěný poloměr Země byl R = 5 300 km a tento poloměr byl Evropany používán až do konce středověku. S tímto poloměrem počítal jak Ptolemaios při tvorbě mapy světa, tak Kryštof Kolumbus při své zamýšlené plavbě do Indie.

### Středověk
V Evropě byl považován za správný poloměr Země zjištěný při měření Ptolemaia a další stupňová měření v tomto období neprobíhala. Obor byl rozvíjen především arabskými učenci. V Evropě se měření rozměrů Země dostalo opět na výslunní až s rozvojem mořeplavby na konci 15. století.

### Novověk

#### 16. až 18. století
1525 - Jean Fernel provedl stupňové měření na poledníkovém oblouku Paříž - Amiens. Zeměpisnou šířku měřil pomocí tzv. kvadrantu, vzdálenost mezi body měřil speciálně upraveným měřickým kočárem se známým obvodem kol.
1669 - 70 - Jean Picard zaměřil stejný poledníkový oblouk mezi městy Paříž - Amiens. Délka ale nebyla měřena přímo měřickým kočárem. K výpočtu vzdálenosti byla použita triangulace se zaměřením jedné délkové základny.
1736 - 37 - S novými poznatky vědy se rozšiřovaly vědomosti také o tvaru zemského tělesa. Teorii, že Země má tvar koule, vyvraceli svými poznatky významní fyzikové doby, např. Isaac Newton a Christian Huygens. Zemské těleso je podle nich zploštěné na pólech a tvarem odpovídá elipsiodu. Tyto poznatky bylo potřeba potvrdit stupňovými měřeními na dvou místech Země s významně odlišnou zeměpisnou šířkou. V letech 1736 - 37 bylo provedeno stupňové měření v Laponsku (v blízkosti pólu) a v letech 1736 - 44 proběhlo stupňové měření v Peru. Teorie o zploštění se těmito měřeními potvrdila.
1759 - 68 - Také na území tehdejšího Rakouska-Uherska proběhlo stupňové měření a to mezi obcí Soběšice (dnes na území České republiky) a Varaždínem (dnes území Chorvatska). Byl zaměřen poledníkový oblouk 2°57´. Práce měl na starost ředitel vídeňské hvězdárny Josef Liesganig.
1763 - 84 - poledníkové měření v Anglii
1792 - 98 - Na konci 18. století vyvstala potřeba mezinárodního sjednocení měrných jednotek. Francouzští geodeti se zapojili do mezinárodní debaty o určení jednotné délkové míry a prosazovali stanovení této míry odvozením z rozměrů Země. Jejich myšlenka byla přijata a nová délková míra (metr) měla být stanovena jako jedna desetimilióntina kvadrantu zemského poledníku. K přesnému určení této hodnoty bylo použito stupňové měření z Peru a také byl znovu zaměřen oblouk na pařížském poledníku. Práce probíhaly v letech 1792 - 98 a měli je na starosti Jean Baptiste Delambre a Pierre Francois Mechain. Měření je nazýváno jako "velké francouzské stupňové měření".
1748 - 65 - Měření podél poledníků bylo nadále rozšiřováno, ale přidalo se k němu také stupňové měření podél rovnoběžek. První měření ve směru východ - západ provedl C. F. Cassini.

#### 19. a 20. století
Mezi významná stupňová měření jak pro rozvoj geodezie, tak pro zpřesnění rozměrů zemského tělesa, patřila následující měření
1816 - dánské měření
1821 - 32 - Gaussovo hannoverské měření
1831 - 38 - Besselovo východopruské měření
1817 - 52 - V těchto letech bylo uskutečněno Ruské stupňové měření Pod vedením V. J. Struveho. Rozsáhlé měření dosáhlo délky 2 880 km.
1857 - mezinárodní měření od Irska po Ural podél 51. rovnoběžky
1860 - byl propojen pařížský oblouk a anglická triangulace
1869 - 78 - V těchto letech bylo uskutečněno stupňové měření ve Španělsku
1898 - 1906 - pro upřesnění rozměrů a tvaru zemského tělesa bylo důležité rusko - švédské měření a francouzské měření v Peru
1922 - 36 - F. N. Krasovskij vedl v těchto letech rozsáhlá poledníková a rovnoběžková měření z Evropy až na dálný východ

## Vznik mezinárodní geodetické asociace
Karl Friedrich Gauss, Friedrich Wilhelm Bessel či Johan Jakob Bayer usilovali o propojení jednotlivých měření na území Evropy. Iniciativy se chopilo Prusko a vyzvalo k účasti další státy. V roce 1862 vznikla organizace Středoevropské stupňové měření a jejími členy byly Prusko, Sasko, Rakousko, Belgie, Dánsko, Holandsko, Itálie, Norsko, Švédsko a Švýcarsko. V roce 1867 se připojilo také Španělsko, Portugalsko a Rusko a organizace byla přejmenována na Evropské stupňové měření. V roce 1886 bylo umožněno členství v organizaci také státům mimo evropský kontinent (tj. například USA, Japonsko, ...). Název organizace se dále měnil, nejprve na "Komise pro mezinárodní měření Země", později na "Mezinárodní geodetická asociace".